# نینواز
فضل احمد زکریا مشهور به نینواز (زاده ۱۹۳۵ در کابل) (درگذشت ۱۹۷۹ در کابل) خواننده، شاعر، آهنگساز و موسیقی‌دان اهل افغانستان بود. وی خالق ماندگارترین آثار موسیقی افغانستان است. 

## زندگی‌نامه
نینواز در سال ۱۹۳۵ در محله یکه‌توت کابل به دنیا آمد. وی پسر فیض محمد خان زکریا وزیر معارف و وزیر خارجه دوران شاهی بود. بعد از اتمام تحصیل در دانشکده حقوق دانشگاه کابل به حیث کارمند در وزارت امور خارجه ایفای وظیفه می‌کرد. پس از آن در سال ۱۹۷۴ به استخدام وزارت اطلاعات در آمد. نینواز یک پسر بنام امیرخسرو و یک دختر بنام سحر دارد که در سال ۱۹۸۵ با احسان امان خواننده اهل افغانستان ازدواج کرده است.

## آهنگسازی
نینواز کمپوزهای ماندگاری برای هنرمندان مشهور افغانستان مثل احمد ظاهر، عبدالرحیم ساربان، مهوش، حسیب دلنواز و دیگران ساخته که تا حال پرشنونده‌ترین آهنگهای افغانستانی می‌باشند. می‌توان گفت که شهرت جهانی این هنرمندان مدیون استعداد بی‌نظیر نینواز است.

## آثار ماندگار
- من نینوازم
- باران شوم
- بشنو از نی
- خورشید من کجایی
- ساقیا مرا دریاب
- دا زما زیبا وطن
- ستا د سترگو بلا واخلم
- شیرین عمر چه تیریژی

و غیره... از کمپوز‌های ساخته نینواز می‌باشند.

## شاگردان
استاد نینواز شاگردانی چون غلام سخی حسیب مشهور به دلنواز، اکبر رامش، احمد ولی، هنگامه، سلما جهانی، سیما ترانه و غیره داشته که هرکدام به نوبه خود شهرت فراوانی کسب کرده‌اند.

## مرگ
نینواز در کنار موسیقی شیفته کشورش بود و هنرش را در خدمت مردم و ملتش می‌دانست. بعد از کودتای ۷ ثور ۱۳۵۷ و حاکم شدن رژیم وابسته به روسها، وی به سازمان رهایی افغانستان پیوست و در قیام بالاحصار کابل در ۱۴ اسد ۱۳۵۸ شرکت جست.  نینواز از جمله صدها روشنفکر آزادیخواه افغانستان بود که به ‌وسیله دولت وقت دستگیر و ناپدید شدند. به احتمال قوی در زندان پلچرخی در کنار هزاران مبارز دیگر تیرباران گردیده ‌است.